# National Premier League (Mongolei)
Die National Premier League (Langname Khurkhree National Premier League) ist die höchste Spielklasse der Mongolian Football Federation, dem nationalen Fußballverband der Mongolei.

## Geschichte
1955 fand zum ersten Mal eine nationale Fußballmeisterschaft statt. Bereits 1946 wurde im Rahmen der ersten mongolischen Spartakiade ein Fußballwettbewerb ausgespielt. Die semi-professionelle National Premier League wurde 1996 das erste Mal ausgespielt. Zuvor bestand die Fußballmeisterschaft aus Provinzteams (Aimags) und Behörden-Mannschaften (Militär, Polizei etc.).
Der Austragungsmodus wechselte von Zeit zu Zeit. In einigen Spielzeiten wurde in mehreren Gruppen gespielt, die bestplatzierten Vereine traten dann im K.-o.-System aufeinander. In anderen Saisons wurde wiederum in einer Gruppe im Rundenturnier gespielt, manchmal gab es hinterher noch Play-off-Runden. Für einen Sieg werden drei Punkte vergeben, für ein Unentschieden einen Punkt und für einer Niederlage keinen Punkt. 2006 wurde die Fußballmeisterschaft nicht als normaler Wettbewerb ausgetragen, sondern in zwei Phasen mit vier Gruppen. Grund war die Rekonstruktion des zur damaligen Zeit einzigen Fußballstadions in der Mongolei. Die 2006er-Meisterschaft zählt somit nicht als offizieller Titel.
Von 2012 bis 2014 hieß die Spielklasse Niislel Lig. Seit 2015 trägt sie ihren aktuellen Namen und wird eingleisig im Rundenturnier mit Hin- und Rückspiel ausgetragen. Der punktbeste Verein am Ende der Spielzeit ist mongolischer Fußballmeister und qualifiziert sich seit 2015 für den AFC Cup. Die beiden schlechtesten Vereine am Saisonende steigen in zweitklassige 1st League ab. Nachdem immer im Jahresrhythmus gespielt wurde, gab es zur Saison 2021/22 eine Neuerung mit der Austragung über zwei Kalenderjahre.

## Aktuelle Saison
An der Saison 2024/25 nehmen die folgenden zehn Mannschaften teil:
| Team                        | Stadt       |
| --------------------------- | ----------- |
| Bayanzürkh Sporting Ilch FC | Ulaanbaatar |
| Bulgan SP Falcons FC        | Ulaanbaatar |
| Deren FC                    | Deren       |
| Hunters FC                  | Ulaanbaatar |
| Khaan Khuns-Erchim FC       | Ulaanbaatar |
| Khangarid FC                | Erdenet     |
| Khoromkhon Club             | Ulaanbaatar |
| Khovd FC                    | Chowd       |
| FC Ulaanbaatar              | Ulaanbaatar |
| Tuv Azarganuud FC           | Töw-Aimag   |

## Fußballmeister der Mongolei (seit 1996)
| Jahr    | Mannschaft                          |
| ------- | ----------------------------------- |
| 1996    | Erchim FC                           |
| 1997    | Delger FC                           |
| 1998    | Erchim FC                           |
| 1999    | ITI Bank-Bars                       |
| 2000    | Erchim FC                           |
| 2001    | Khangarid FC                        |
| 2002    | Erchim FC                           |
| 2003    | Khangarid FC                        |
| 2004    | Khangarid FC                        |
| 2005    | Khoromkhon Club                     |
| 2006    | Khasiin Khulguud Club (inoffiziell) |
| 2007    | Erchim FC                           |
| 2008    | Erchim FC                           |
| 2009    | Ulaanbaatar University              |
| 2010    | Khangarid FC                        |
| 2011    | FC Ulaanbaatar                      |
| 2012    | Erchim FC                           |
| 2013    | Erchim FC                           |
| 2014    | Khoromkhon Club                     |
| 2015    | Erchim FC                           |
| 2016    | Erchim FC                           |
| 2017    | Erchim FC                           |
| 2018    | Erchim FC                           |
| 2019    | Ulaanbaatar City FC                 |
| 2020    | Athletic 220 FC                     |
| 2021    | Athletic 220 FC                     |
| 2021/22 | Khaan Khuns-Erchim FC               |
| 2022/23 | FC Ulaanbaatar                      |
| 2023/24 | Bulgan SP Falcons FC                |
| 2024/25 | SP Falcons FC                       |

## Rekordmeister
Rekordmeister der National Premier League ist der Erchim FC, welcher die Meisterschaft zwölfmal gewinnen konnte. Bis auf Khangarid stammen alle Fußballmeister aus der mongolischen Hauptstadt Ulaanbaatar.
| Verein                 | Titel | Jahr                                                                            |
| ---------------------- | ----- | ------------------------------------------------------------------------------- |
| Erchim FC              | 13    | 1996, 1998, 2000, 2002, 2007, 2008, 2012, 2013, 2015, 2016, 2017, 2018, 2021/22 |
| Khangarid FC           | 4     | 2001, 2003, 2004, 2010                                                          |
| Khoromkhon Club        | 2     | 2005, 2014                                                                      |
| Athletic 220 FC        | 2     | 2020, 2021                                                                      |
| Delger FC              | 1     | 1997                                                                            |
| ITI Bank-Bars          | 1     | 1999                                                                            |
| Ulaanbaatar University | 1     | 2009                                                                            |
| FC Ulaanbaatar         | 2     | 2011, 2022/23                                                                   |
| Khasiin Khulguud       | 1     | 2006 (inoffiziell)                                                              |
| Ulaanbaatar City FC    | 1     | 2019                                                                            |
| Bulgan SP Falcons FC   | 2     | 2023/24, 2024/25                                                                |